# Ramadiyeh
Ramadiyeh (tiếng Ả Rập: الرمادية) là một ngôi làng Syria nằm ở Darkush Nahiyah thuộc huyện Jisr al-Shughur, Idlib. Theo Cục Thống kê Trung ương Syria (CBS), Ramadiyeh có dân số 746 người trong cuộc điều tra dân số năm 2004.